# 露西鎮區 (北達科他州伯克縣)
露西鎮區（英語：Lucy Township）是位於美國北達科他州伯克縣的一個鎮區。

## 地方資料
露西鎮區的面積為93.46平方千米，當中陸地面積為89.08平方千米，而水域面積為4.38平方千米。根據2010年美國人口普查的數據，當地共有人口27人，而人口密度為每平方千米0.29人。